# Anthony Olubunmi Okogie
Anthony Olubunmi Okogie, nigerijski rimskokatoliški duhovnik, škof in kardinal, * 16. junij 1936, Lagos.

## Življenjepis
11. decembra 1966 je prejel duhovniško posvečenje.
5. junija 1971 je bil imenovan za pomožnega škofa Oya in za naslovnega škofa Mascule; 29. avgusta istega leta je prejel škofovsko posvečenje.
19. septembra 1972 je bil imenovan za pomožnega škofa Lagosa in 13. aprila 1973 za nadškofa Lagosa.
21. oktobra 2003 je bil povzdignjen v kardinala in imenovan za kardinal-duhovnika Beata Vergine Maria del Monte Carmelo a Mostacciano; ustoličen je bil 22. maja 2004.